# Kasarinvaara
Kasarinvaara är en kulle i Finland. Den ligger i Kuusamo i landskapet Norra Österbotten, i den nordöstra delen av landet, 600 km norr om huvudstaden Helsingfors. Toppen på Kasarinvaara är 322 meter över havet.
Terrängen runt Kasarinvaara är huvudsakligen platt.  Trakten runt Kasarinvaara är nära nog obefolkad, med mindre än två invånare per kvadratkilometer.